# Орда ал-Джедид
Орда ал-Джедид (Новая Орда) — монетный двор Золотой Орды конца XIV — начала XV веков. Монетный двор известен в нумизматике с начала XIX века, но некоторые типы монет были обнаружены только в начале XXI века. Известны серебряные и медные монеты Орды ал-Джедид, выпущенные при различных правителях Золотой Орды (в основном встречаются монеты ханов Токтамыша и Бек-Пулада). По данным А. В. Пачкалова, монеты Орды ал-Джедид могли выпускаться в районе Подонья, но более точное место выпуска монет остается неизвестным..